# Beatus de Saint-Sever
El Beatus de Saint-Sever és un manuscrit il·luminat que conté el comentari a l'Apocalipsi de Beat de Liébana. Fou produït vers 1050-1070 i és l'únic produït al nord dels Pirineus, probablement a l'Abadia de Saint-Sever (Sent Sever, Landes). Es conserva a la Biblioteca Nacional de França a París amb la signatura Ms Lat. 8878.

## Història
Aquest beatus fou copiat, segurament a Saint-Sever mateix, per encàrrec de Gregori de Montaner, d'origen hispànic i que fou abat de Saint-Sever entre 1028 i 1072. Hi ha una signatura d'un dels autors Stephanus Garsia, d'origen també hispànic, segons es dedueix del seu nom. De totes maneres, els experts consideren que, tot i essent Garsia l'autor principal i dissenyador de l'obra, les miniatures han estat fetes o completades per tres mans diferents. El fet que l'església de Saint-Sever aparegui explícitament en el mapamundi fa pensar també que l'origen del manuscrit és a Saint-Sever mateix. Els textos també han estat escrits per almenys dues mans, que treballaven de manera coordinada amb els il·luminadors.
Com que l'abadia havia estat fundada vers 988 per Guillem Sanç, senyor de Biscaia, s'ha pensat que l'abadia podia haver estat en possessió d'un beatus hispànic més antic (i ara desaparegut) i que Gregori de Montaner hauria ordenat copiar-lo.
El còdex va estar en algun moment en possessió de François d'Escoubleau de Sourdis (1574-1628), bisbe de Bordeus, i del seu germà Charles, que hi gravà les seves armes. Com que Saint-Sever va ser saquejada el 1569 pels hugonots, se suposa que el beatus havia arribat abans a mans del bisbe i per això es va salvar. Més tard, el manuscrit apareix a l'Abadia de Saint-Germain-des-Prés, i després passà el segle xix a la Biblioteca Imperial, l'actual Biblioteca Nacional de França. El mapamundi (ff. 45bisv-45ter) s'havia tret de la relligadura en un moment indeterminat i fou comprat a un llibreter i reincorporat al còdex en el segle xix per Léopold Delisle, administrador de la biblioteca.
S'ha assenyalat la possible inspiració de Picasso per a la figura del soldat caigut del Gernika en el personatge caigut de la part inferior de la miniatura del Diluvi del Beatus de Saint-Sever (vegeu la comparació de les dues imatges a la web Turismo prerománico esmentada)

## Descripció
El còdex consta de 292 folis de pergamí, de 365 x 280 mm. De les miniatures, 10 són a doble foli (més altres dues que ho haurien estat però estan mutilades), 34 són a pàgina completa i n'hi ha altres 35 més petites; a més de les genealogies. Es considera que hi hauria hagut encara unes altres 17 miniatures que han estat mutilades.
El text conté, a més del Comentari a l'Apocalipsi, el comentari de Sant Jeroni sobre el Llibre de Daniel i un tractat de Sant Ildefons sobre la Verge Maria. El text és una combinació de lletra visigòtica i carolina, cosa que reforça la hipòtesi que es tractaria d'una còpia d'un beatus hispànic més antic.

## Galeria

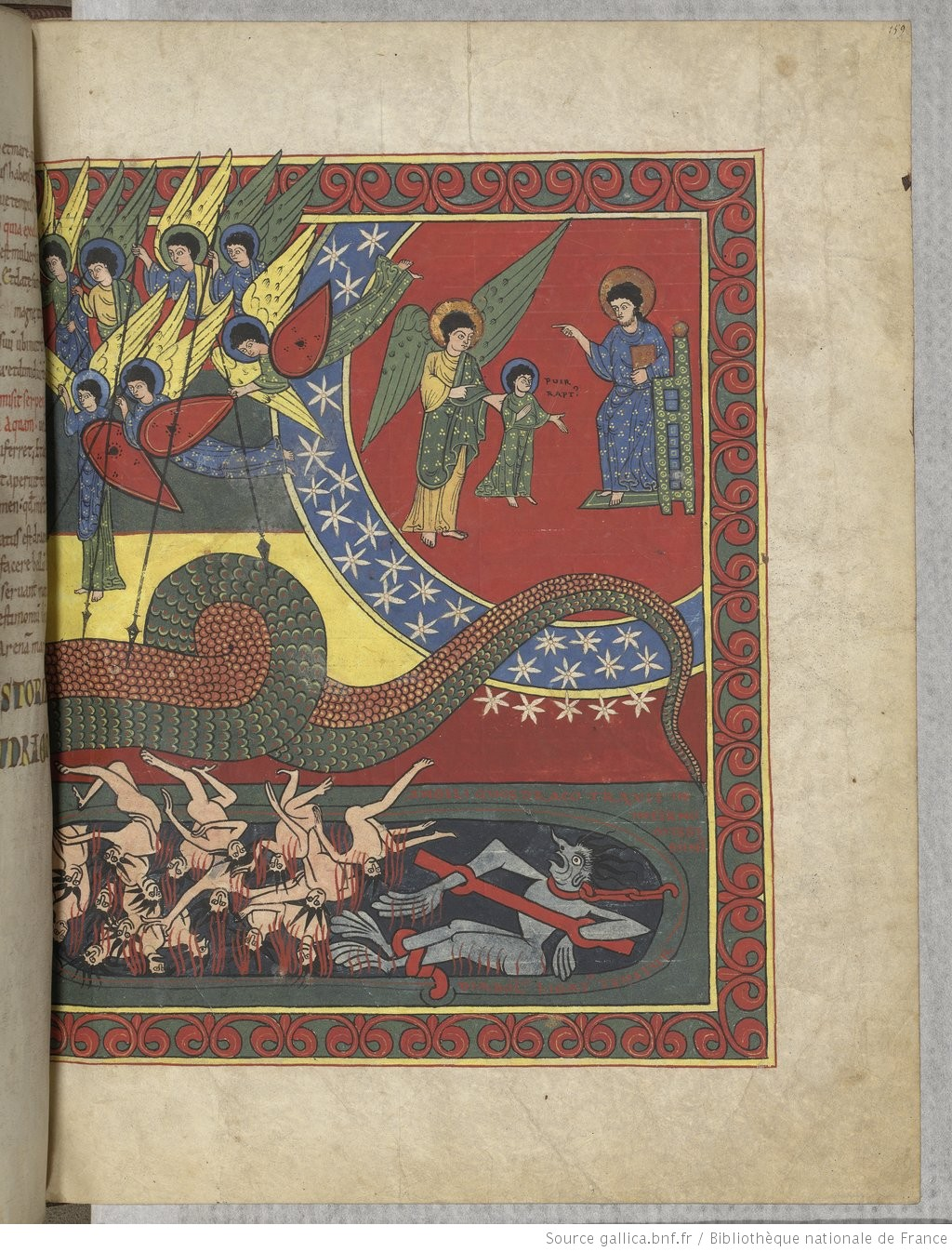
Foli; l'infant escollit per Déu per salvar el món de l'Infern
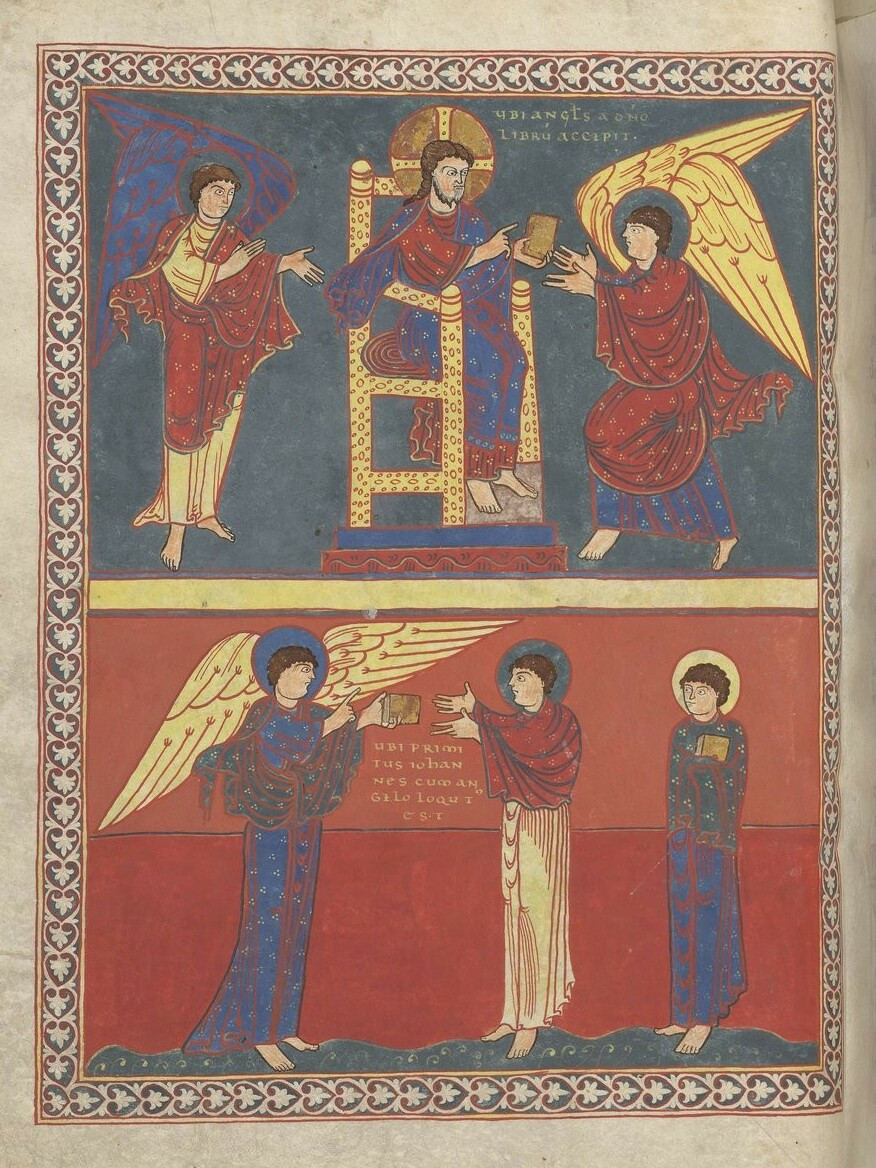
Foli 26v; Sant Joan rep la revelació
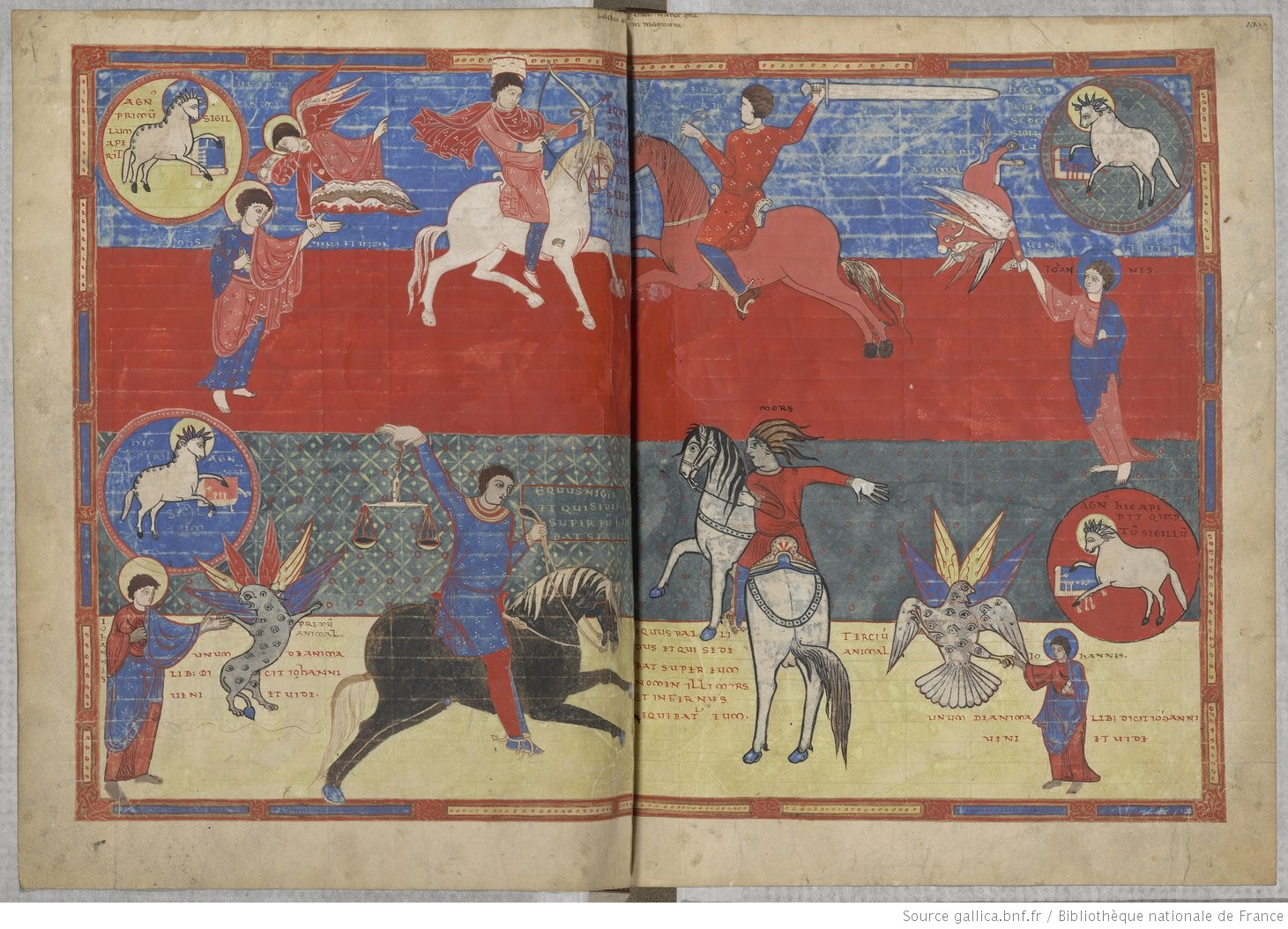
Foli 108v-1094; els quatre genets de l'Apocalipsi
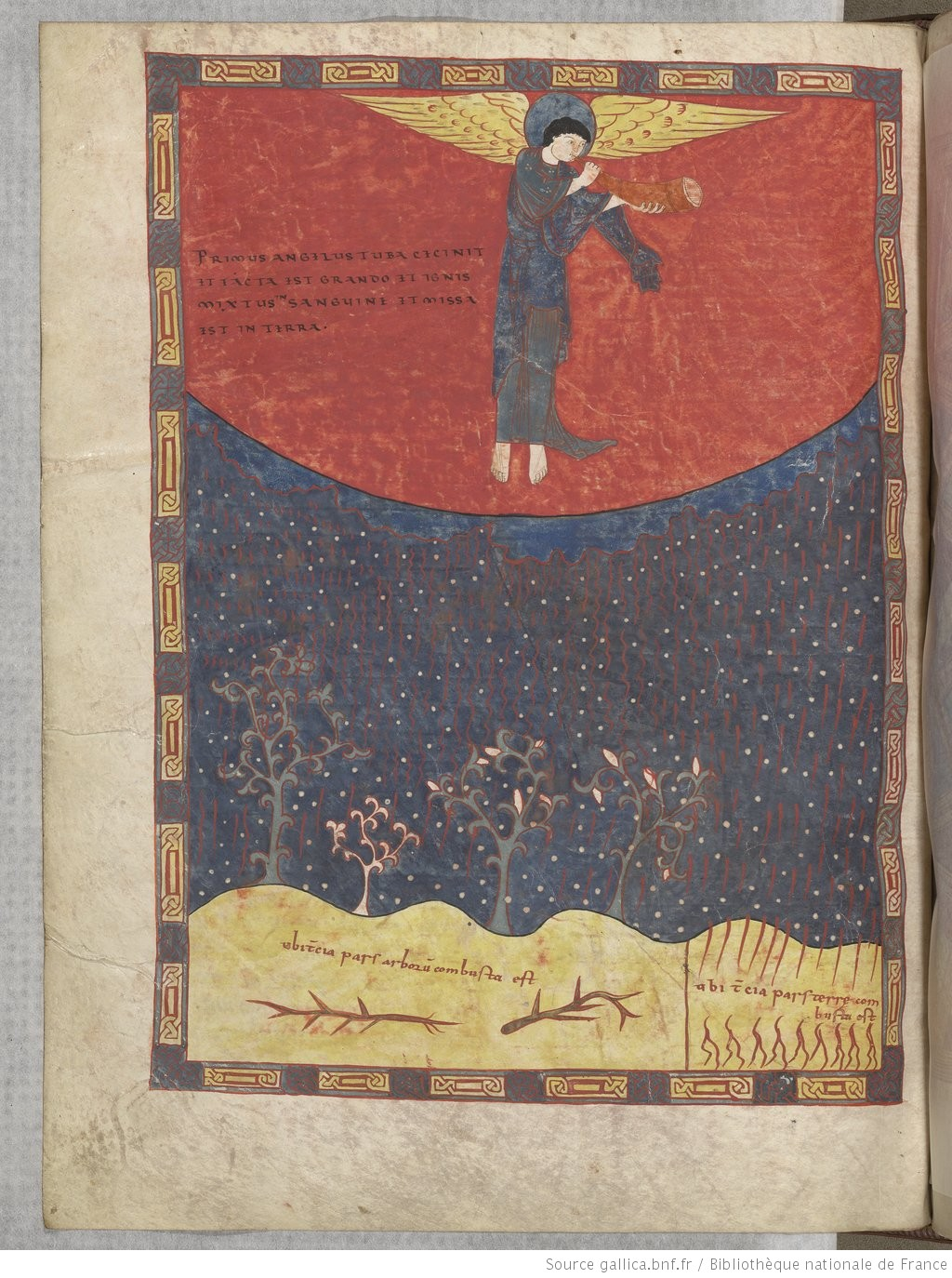
Foli 137v; la pluja de foc i sang
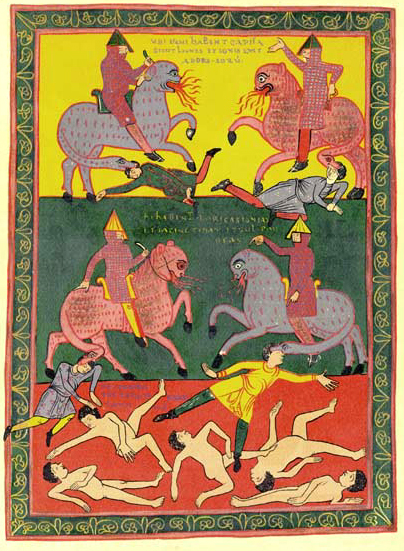
Foli 148v; cavalls amb cap de lleó
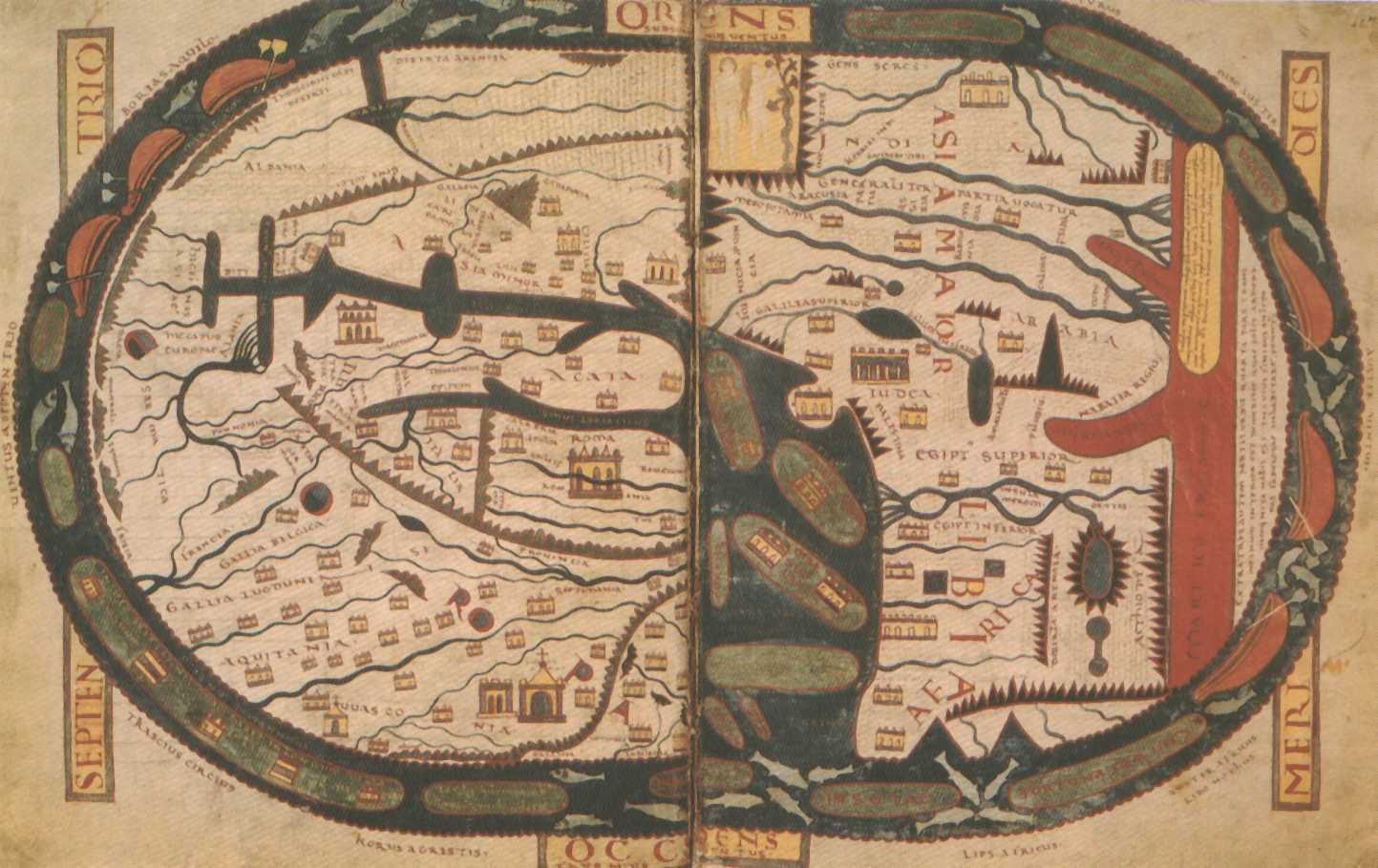
Folis 45bisv-45ter; Mapamundi
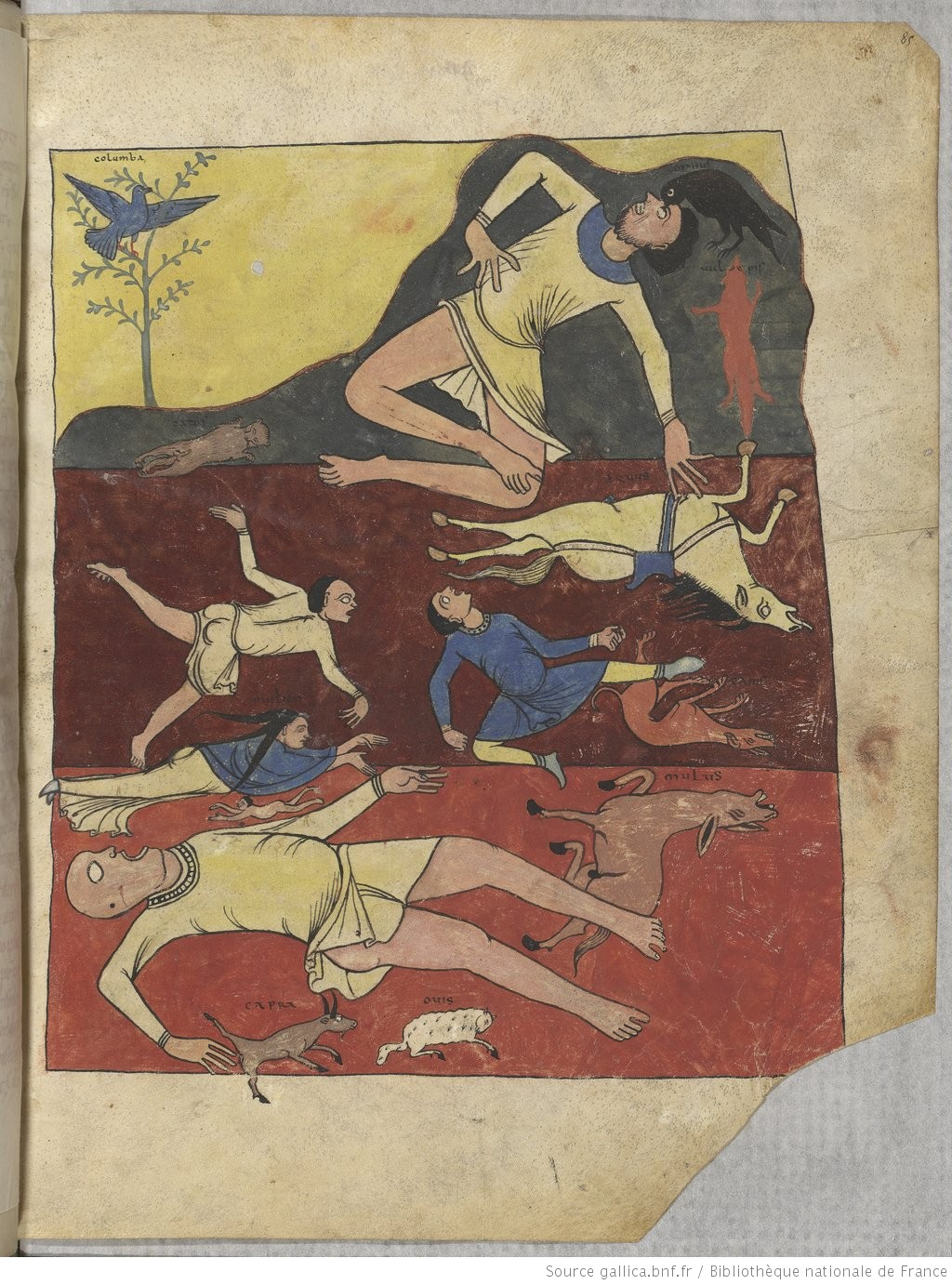
El Diluvi